# Округ Болинџер (Мисури)
Болинџер (енгл. Bollinger County) је округ у америчкој савезној држави Мисури.

## Демографија
По попису из 2010. године број становника је 12.363, што је 334 (2,8%) становника више него 2000. године.
| Група             | 2000.          | 2010.          |
| Белци             | 11.714 (97,4%) | 12.037 (97,4%) |
| Афроамериканци    | 25 (0,2%)      | 32 (0,3%)      |
| Азијати           | 26 (0,2%)      | 26 (0,2%)      |
| Хиспаноамериканци | 68 (0,6%)      | 98 (0,8%)      |
| Укупно            | 12.029         | 12.363         |